# いすゞ・フローリアン
フローリアン（Florian ）は、いすゞ自動車が1967年（昭和42年）から1982年（昭和57年）まで生産・販売した中型乗用車である。

## 概要
駆動方式は当時一般的な後輪駆動。サスペンションは、先行するベレットが（Bタイプを除いて）四輪独立懸架であるのに対し、本車は前輪がダブルウィッシュボーン + コイルスプリング、後輪がリジッドアクスル + リーフスプリング、さらにリサーキュレーテッドボール式ステアリングギアという、非常にコンベンショナル=保守的な仕様であった。
当時ベレットのリアサスペンションに起因する転倒問題は、対症療法ながら一定の実用性を確保するまでには至っていたが、根本的な解決を見ておらず、やむなく後継車では後輪独立懸架の開発を中止したというのが実情である。しかし、フローリアンの前後の接地バランスやロードホールディングはよく煮詰められたものであり、限界時の挙動もわかりやすく好ましいもので、かつ、安全な特性となった。元々スポーツ志向のモデルではないこともあり、ファミリーカーとしての中庸な操縦安定性、および耐久性を企図した、手堅い設計である。
15年間の総生産台数は14万5,836台（うちバン42,625台、いすゞ自動車ウェブサイトより）。そのうち、販売期間中に累計13万1677台が新車登録された。

## 年表
- 1967年（昭和42年）
  - 1月[4] - 生産開始。
  - 11月 - 発表、発売。
- 1969年（昭和44年）
  - 3月 - 初のマイナーチェンジで、フロントグリルのデザイン変更やリアランプの大型化を実施し、TS(Touring Sports)を追加[3]。
  - 9月 - 一部変更でエンジンを全てSOHC化[3]。
- 1970年（昭和45年）8月 - 二度目のマイナーチェンジで、丸型4灯式ヘッドランプを採用し、1800ccSOHCのG180型エンジン(100ps、TSは115ps)が追加された[3]。
- 1973年 (昭和48年) 11月 - マイナーチェンジで1600ccモデルを廃止[3]。
- 1976年（昭和51年）9月 - 5速MTの「スーパーデラックス」だけのモノグレード状態となる[3]。
- 1977年（昭和52年）11月 - マイナーチェンジで、角型4灯式ヘッドランプと大型フロントグリルの米国車風マスクに変更し、同時にディーゼルエンジン搭載車を追加[3]。
- 1980年（昭和55年）3月 - マイナーチェンジで、ダッシュボードを117クーペと同じデザインとし、冷暖房エアコンを装備し、ディーゼルのみ3速ATが追加された[3]。
- 1982年（昭和57年）
  - 1月[4] - 生産終了。それ以降は在庫対応分のみの販売となる。
  - 10月 - 在庫対応分がすべて完売し、販売終了。後継は翌年登場のアスカ（当初はフローリアン・アスカ）。

## 車名の由来
「フローリアン」とはオーストリア皇帝の純白の愛馬の名前で、さらにその名は聖人フロリアヌスに由来する。この馬は「バンビ」で知られる児童文学作家フェーリクス・ザルテンの作品「白馬フローリアン」にも登場する。派生車種である117クーペが唐獅子のエンブレムをフロントグリルに持つのは、ジョルジェット・ジウジアーロが東洋を象徴するものとして唐獅子を選択し、エンブレムをデザインしたものであるが、本車の後期型（S-II）の一部が馬のエンブレムを付けるのは車名由来によるものである。